# Mae Fa Luang Arboretum
Het Mae Fa Luang Arboretum is een arboretum in de amphoe Mae Fa Luang op de Doi Chang Moob tegen de grens met Myanmar. Het arboretum is aangelegd door het Doi Tung-project en was eerst een van de grootste opiumplantages van Thailand. Het Mae Fa Luang Arboretum heeft een oppervlakte van 65 hectare.

## Planten
In het Mae Fa Luang Arboretum staan onder andere de volgende planten en bomen:
- Prunus cerasoides D. Don
- Cypripedioideae
- Rododendron
- Varen